# Renaissance Tower
La Renaissance Tower est un gratte-ciel de style moderne à 56 étages situé au 1201 Elm Street dans le centre-ville de Dallas, Texas. Du fait de sa hauteur de 270 mètres, il est le second plus haut gratte-ciel de Dallas (si l'on ne tient pas compte des antennes au sommet, il se trouve seulement à la cinquième place). Il est également le cinquième plus haut gratte-ciel du Texas et le 23e aux États-Unis. Il a été conçu par l'agence d'architecte Hellmuth, Obata & Kassabaum en 1974 et rénové par Skidmore, Owings and Merrill en 1986.

## Histoire
Au moment de son inauguration en 1974, il était le plus haut bâtiment de Dallas avec ses 216 mètres. Il est par ailleurs le premier à franchir la barre des 200 mètres. En 1985, il a été dépassé par Fountain Place et la Bank of America Plaza qui est, par ailleurs, devenue la plus haute structure de Dallas. De plus, deux tours, plus hautes, était également en construction lors de l'édification de la Renaissance Tower, il s'agit de la Comerica Bank Tower et de la JPMorgan Chase Tower. Par conséquent, afin de retrouver un statut, le bâtiment a subi une importante rénovation en 1986 qui consista à vitrer l'extérieur du bâtiment et ajouter des décorations métalliques en haut de la tour. Cela a amené la tour à mesurer 270 mètres, assurant sa place en tant que deuxième plus grand bâtiment à Dallas.
À la base du bâtiment, se trouve une pyramide de verre qui abrite une structure souterraine de restauration. La Renaissance Tower abrite actuellement le siège social de Blockbuster, société de location de films.

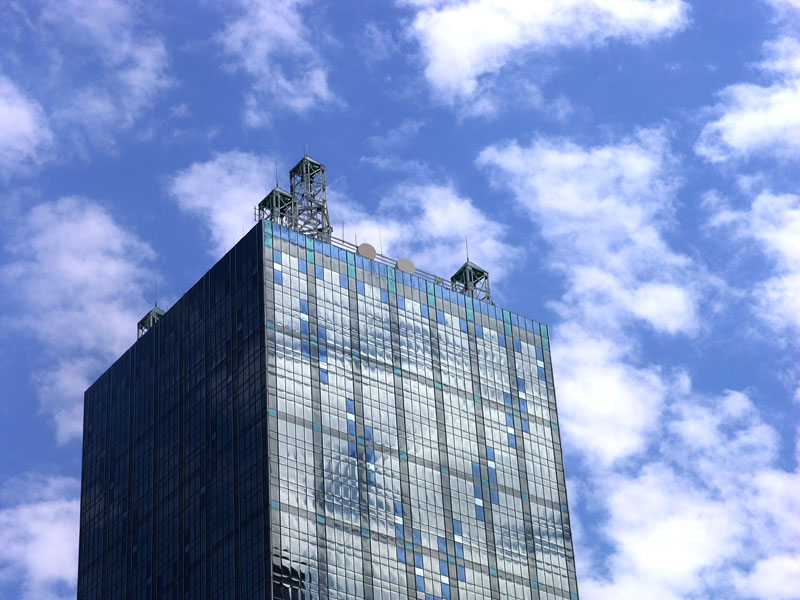
Le sommet ouest de la tour

## Dans la culture populaire
Au début des saisons de la populaire série télévisée Dallas, la Renaissance Tower est le foyer de Ewing Oil.

## Sources
- (en) Cet article est partiellement ou en totalité issu de l’article de Wikipédia en anglais intitulé « Renaissance Tower » (voir la liste des auteurs).